# Municipio de Springwater
El municipio de Springwater (en inglés: Springwater Township) es un municipio ubicado en el condado de Rock en el estado estadounidense de Minnesota. En el año 2010 tenía una población de 252 habitantes y una densidad poblacional de 2 personas por km².

## Geografía
El municipio de Springwater se encuentra ubicado en las coordenadas 43°43′6″N 96°22′22″O / 43.71833, -96.37278. Según la Oficina del Censo de los Estados Unidos, el municipio tiene una superficie total de 125.91 km², de la cual 125,91 km² corresponden a tierra firme y (0 %) 0 km² es agua.

## Demografía
Según el censo de 2010, había 252 personas residiendo en el municipio de Springwater. La densidad de población era de 2 hab./km². De los 252 habitantes, el municipio de Springwater estaba compuesto por el 99,21 % blancos y el 0,79 % eran de una mezcla de razas. Del total de la población el 0,4 % eran hispanos o latinos de cualquier raza.